# Fest der 1000 Weine

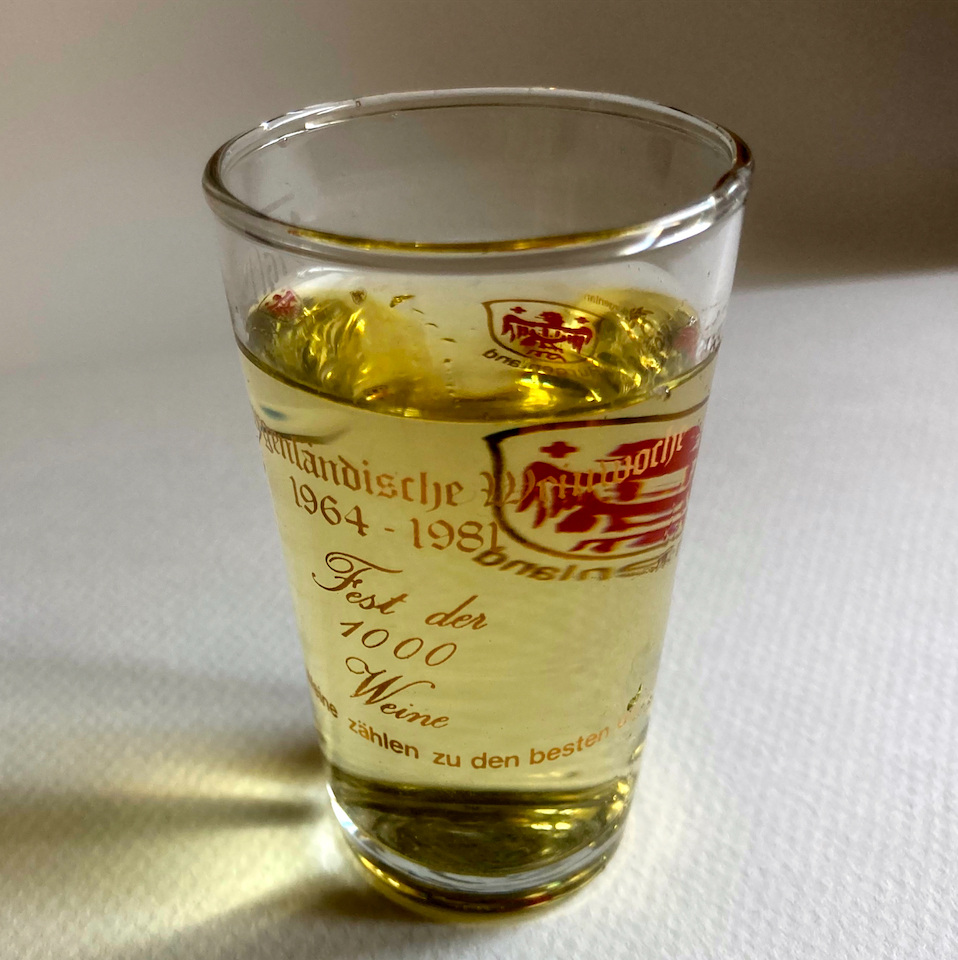
Sechzehntel-Liter-Kostglas vom Fest der 1000 Weine in Eisenstadt, 1981

Das Fest der 1000 Weine (auch bekannt als Burgenländische Weinwoche) war ein 1964 bis 2010 jährlich stattfindendes Weinfest in Eisenstadt im Burgenland. Es war die größte Weinveranstaltung des Burgenlandes und wurde daher auch oft als Landesweinkost bezeichnet.

## Geschichte
Die Idee zum Fest der 1000 Weine wurde im Eisenstädter Schlosscafé generiert. Dessen Besitzer, Fritz Kohlmann aus Rheinhessen, vertrat gemeinsam mit Franz Kröpfl die Meinung, dass für Eisenstadt etwas gemacht werden müsse. Daraufhin setzten sie sich im Eisenstädter Schwechaterhof zusammen, „erfanden“ die „Burgenländische Weinwoche“, wie das Fest zunächst hieß, und gründeten den „Ausstellungsverein Eisenstadt“. Außer Fritz Kohlmann und Alois Kröpfl zählten Wilhelm Anderle, Hans Fröhlich, Rudolf Rötzer und Franz Tinhof zu den Gründungsmitgliedern. Im Frühjahr 1964 wurde der Ausstellungsverein gegründet. Bereits am 4. September desselben Jahres wurde das Fest erstmals im Schwechaterhof eröffnet. 1965 wurde sodann die erste burgenländische Weinkönigin gewählt, die beim Fest alljährlich in Erscheinung trat.
Später wurde das Fest in die Orangerie im Schlosspark des Schlosses Esterházy verlegt und „Fest der 1000 Weine“ genannt. Es fand jährlich von Ende August bis Anfang September statt und dauerte zehn Tage. Ausgestellt und verkostet wurden Weine aus sämtlichen Weinbauregionen des Burgenlandes. Noch in den 1980er-Jahren standen beim Fest der 1000 Weine in Eisenstadt auch jede Menge Süßweine zur Verkostung bereit.
Die Veranstaltung hatte Volksfestcharakter mit kulinarischem Angebot, Platzkonzerten und volkstümlicher Musik. Ausgeschenkt wurden die Weine in hölzernen Hütten, deren geschwungene Giebel der alten nordburgenländischen Bauweise nachempfunden waren. Der Veranstalter vermietete die Stände nicht an einzelne Winzer, sondern als Gemeinschaftsstände an örtliche Weinbauvereine sowie an Weinhändler und Genossenschaften. Die Verkostung der Weine erfolgte aus Sechzehntel-Liter-Gläsern mit markantem Aufdruck, die gemeinsam mit den Eintrittskarten zu erwerben waren.
Vom 20. bis 29. August 2010 wurde die Veranstaltung zum letzten Mal in der Orangerie im Schlosspark von Schloss Esterházy abgehalten und hernach wegen finanziellen Verlusten eingestellt. Im Jahrzehnt vor der Einstellung hatten sich die meisten namhaften Weingüter des Burgenlandes nicht mehr am Fest der 1000 Weine als Aussteller beteiligt. Seit 2011 gibt es anstelle des Festes der 1000 Weine jeweils in der zweiten Augusthälfte in der Eisenstädter Fußgängerzone die Wein- und Genusstage.